# Vindicators

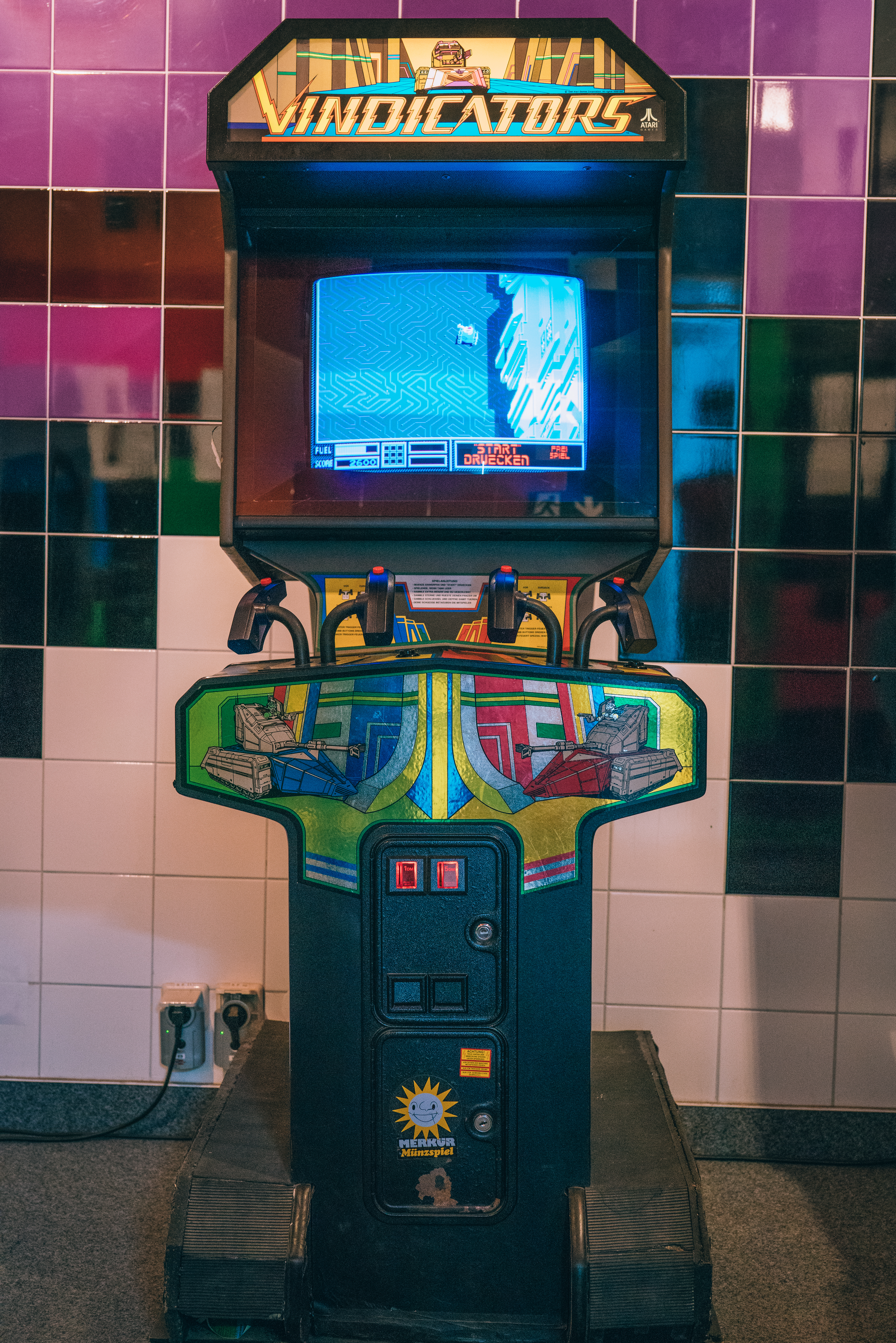
Il cabinato di Vindicators al Computerspielemuseum di Berlino

Vindicators è un videogioco arcade sparatutto a scorrimento con carri armati futuristici, pubblicato nel 1988 dalla Atari Games. Nel 1989 la Tengen e la Domark pubblicarono conversioni per gli home computer Amiga, Amstrad CPC, Atari ST, Commodore 64 e ZX Spectrum, e la Tengen lo pubblicò per la console Nintendo Entertainment System. 
Era prevista una conversione per Atari Lynx, che fu poi abbandonata. Esiste anche una conversione per Apple IIGS, sviluppata dalla Westwood Associates, la cui pubblicazione fu annullata, ma ne è stata diffusa non ufficialmente una versione funzionante.
Nel 1989 la Tiger Electronics produsse una versione ufficiale di Vindicators come gioco elettronico portatile LCD.

## Modalità di gioco
Il giocatore pilota un carro armato futuristico modello SR-88 sulla superficie di stazioni spaziali appartenenti al nemico, l'impero Tangent (anche tradotto Tangente nei manuali italiani). Due giocatori possono partecipare simultaneamente in cooperazione.
La visuale è dall'alto inclinata e l'ambiente è a scorrimento libero in tutte le direzioni, con percorsi da compiere prevalentemente dal basso verso l'alto.
I mezzi dei giocatori e dei nemici possono muoversi e sparare in tutte le direzioni. Possono esserci ostacoli non oltrepassabili, soprattutto mura o buchi nel pavimento, oltre alle alte strutture di forma irregolare che delimitano i lati del percorso.
Gli SR-88 hanno una riserva limitata di carburante che costituisce anche l'energia vitale, quindi i colpi nemici hanno l'effetto di ridurre molto più velocemente il carburante. Se si esaurisce il carburante l'SR-88 si distrugge; nel gioco arcade servono due crediti per iniziare la partita e uno per continuare dopo la distruzione, mentre nelle conversioni domestiche si hanno più vite. Le ricariche di carburante si possono raccogliere lungo il percorso. Si raccolgono inoltre molte stelle da accumulare per spenderle successivamente nell'acquisto di potenziamenti. Altri power-up che si possono trovare sono uno scudo protettivo, che riduce i danni subiti a ogni colpo, e due armi secondarie: colpi che inseguono automaticamente il nemico e bombe più potenti.
I nemici sono costituiti principalmente da vari tipi di carri armati, torrette fisse, dischi volanti raggiungibili solo con i colpi inseguitori, barriere elettriche intermittenti, mine. Alla fine dell'intero gioco c'è un boss di natura mostruosa. Nelle partite a due giocatori, se si spara all'altro SR-88 non lo si danneggia, al contrario ogni colpo serve a trasferire un po' del proprio carburante all'alleato.
Ci sono in tutto 14 stazioni, ognuna suddivisa in 3-4 livelli. Si può scegliere il livello di difficoltà iniziale, partendo da una delle prime tre stazioni a scelta e ricevendo stelle omaggio per quelle più avanzate. In ogni livello bisogna raccogliere una chiave che apre la porta di uscita nella parte superiore dell'area di gioco.
Tra un livello e l'altro si accede a un menù dove si possono acquistare potenziamenti spendendo le stelle raccolte, come maggior velocità o gittata dei proiettili, maggior corazzatura, cariche delle armi secondarie e dello scudo.
Alla fine di ogni stazione si accede a un centro di controllo, ovvero una stanza relativamente piccola con molti bonus da raccogliere, ma con un limite di 10 secondi per uscire, altrimenti si perde metà del carburante.
La macchina arcade è dotata di controlli particolari. Ogni giocatore ha due joystick affiancati, mobili soltanto in avanti e indietro, ciascuno corrispondente a uno dei cingoli; spingendoli entrambi avanti o entrambi indietro il mezzo si muove diritto, combinando diverse direzioni il mezzo vira gradualmente. Integrati su ciascun joystick ci sono due pulsanti, in totale due per sparare con arma primaria e secondaria e due per ruotare la torretta dell'SR-88 in modo indipendente dalla direzione di marcia; quest'ultima funzionalità però è disponibile solo dopo averla acquistata con le stelle. Per il cambio dell'arma secondaria si usa lo stesso pulsante di start che si usa per iniziare la partita. Anche la forma del cabinato, verticale, è particolare in quanto il basamento ricorda due cingoli.
Nelle conversioni casalinghe il controllo è semplificato e si usano i comandi destra/sinistra per ruotare il mezzo su sé stesso, mentre la rotazione indipendente della torretta è assente del tutto.

## Concorso
Nella versione arcade originale, nei livelli più avanzati, è possibile trovare delle stelle speciali che permettono, spendendo anche molte stelle normali, di acquistare l'accesso a un livello speciale Contest ("concorso"). Se si riesce a superare questo livello, in base alle proprie iniziali e data di nascita viene fornito un codice segreto con il quale era possibile richiedere per posta alla Atari una maglietta premio. L'offerta era valida fino al 1º ottobre 1988.

## Vindicators Part II
Vindicators Part II è un seguito o più che altro una variante del videogioco arcade, prodotto solo come kit di conversione per riadattare il cabinato di Gauntlet. Il funzionamento è praticamente lo stesso del primo Vindicators, ma con nuovi power-up, e ci sono solo 10 delle 14 stazioni originarie, senza più riferimenti al concorso per la maglietta. Sono stati prodotti solo circa 400 esemplari di questo kit.